# Gastroserica
Gastroserica är ett släkte av skalbaggar. Gastroserica ingår i familjen Melolonthidae.

## Dottertaxa tillGastroserica, i alfabetisk ordning[1]
- Gastroserica angustula
- Gastroserica asulcata
- Gastroserica bicolor
- Gastroserica bilyi
- Gastroserica brevicornis
- Gastroserica contaminata
- Gastroserica dembickyi
- Gastroserica fanjingensis
- Gastroserica guangdongensis
- Gastroserica guizhouana
- Gastroserica haucki
- Gastroserica herzi
- Gastroserica higonia
- Gastroserica huaphanensis
- Gastroserica hubeiana
- Gastroserica impressicollis
- Gastroserica kabakovi
- Gastroserica kucerai
- Gastroserica marginalis
- Gastroserica mausonensis
- Gastroserica namthana
- Gastroserica napolovi
- Gastroserica nikodymi
- Gastroserica patkaiensis
- Gastroserica pickai
- Gastroserica roessneri
- Gastroserica shaanxiana
- Gastroserica sichuana
- Gastroserica stictica
- Gastroserica sulcata
- Gastroserica trilineata
- Gastroserica vinhphuensis
- Gastroserica viridis